# کارگو ایرویز اینترنشنال
کارگو ایرویز اینترنشنال (به انگلیسی: Cargo Airways International) یک شرکت هواپیمایی است. دفتر مرکزی کارگو ایرویز اینترنشنال در دوالا، کامرون واقع شده‌است و قطب این شرکت هواپیمایی در فرودگاه بین‌المللی دوالا قرار دارد.